# Cimitero parigino di Saint-Ouen
Il cimitero di Saint-Ouen (in francese, cimetière de Saint-Ouen) è uno dei cimiteri parigini fuori le mura. Si trova nella cittadina di Saint-Ouen, nel dipartimento di Senna-Saint-Denis.
Situato in  avenue Michelet, si compone di due parti: la prima, che si trova al di là della  rue Adrien-Lesesne, inaugurata nel 1860 e la seconda nel 1872.

## Personalità sepolte
- Andrex (André Jaubert) (1907-1989);
- Jenny Alpha (1910-2010);
- Alphonse Allais (1854-1905);
- Mireille Balin (1909-1968);
- Ginette Baudin (1921-1971);
- Léon Belières (1880-1952);
- Georges Castelain (1883-1949);
- Léo Campion (1905-1992);
- Pierre Chapelle (1876-1927);
- René Collamarini (1904-1983);
- Gérard Darrieu (1925-2004);
- Suzanne Dehelly (1902-1968);
- Henri Demesse (1854-1908);
- Lucienne de Meo (1904-1930);
- Hector Dufranne (1870-1951);
- Louis Ganne (1862-1923);
- David Girard (1959-1990);
- Eugène Godard (1861-1910);
- Marcelle Géniat (1881-1959);
- Mona Goya (1909-1961);
- Ruggero Grava (1922-1949);
- Danièle Huillet (1936-2006);
- Lily Laskine (1893-1988);
- Gustave Lemoine (1902-1934);
- Suzanne Lenglen (1899-1938);
- Jean Lenoir (Jean Neuburger) (1891-1976);
- Léo Noël (1914-1966);
- Raymond Moritz (1891-1950);
- John O'Sullivan (1877-1955);
- Jean-Baptiste Olive (1848-1936);
- Xavier Privas (Antoine Paul Taravel) (1863-1927);
- Rafael Ruiz (1908-1998);
- Jeanne Sourza (1902-1969);
- Émile-Alexandre Taskin (1853-1897);
- Jean Tissier (1896-1973);
- Suzanne Valadon (1865-1938).